# Michael Becht
Michael Becht ist ein deutscher Geograph.

## Leben
Nach dem Studium (1975–1980) der Geographie, Germanistik und Politischen Wissenschaften an der Ludwig-Maximilians-Universität München und dem Studium (1980–1982) an der Georg-August-Universität Göttingen erwarb er 1982 das 1. Staatsexamen für das Lehramt an Gymnasien in den Fächern Geographie und Germanistik. Nach der Promotion 1986 zum Dr. rer. nat. war er von 1986 bis 2001 Assistent und Oberassistent am Institut für Geographie der Ludwig-Maximilians-Universität München. Nach der Habilitation (1994) übernahm er Vertretungen von Professuren in Heidelberg und Jena und wurde 2001 auf den Lehrstuhl für Physische Geographie an der Georg-August-Universität Göttingen berufen. 2004 nahm er den Ruf auf den Lehrstuhl für Physische Geographie an der KU Eichstätt-Ingolstadt an.
Seine Arbeits- und Interessenschwerpunkte sind geomorphologische Prozessforschung und Modellierung, Einzugsgebietshydrologie, Schneehydrologie, Naturgefahrenforschung und angewandte Umweltforschung.

## Schriften (Auswahl)
- Die Schwebstofführung der Gewässer im Lainbachtal bei Benediktbeuern/Obb. Mit 13 Tafeln. München 1986, ISBN 3-88618-221-5.
- Untersuchungen zur aktuellen Reliefentwicklung in alpinen Einzugsgebieten. Mit 40 Tabellen. München 1995, ISBN 3-925308-69-5.